# 世古峻佑
世古 峻佑（せこ しゅんすけ、1990年3月23日 - ）は、日本の男性俳優。福島県いわき市出身。株式会社マックス・プロモート所属。麻布大学附属淵野辺高等学校、日本大学芸術学部演劇学科卒業。身長172cm。体重52kg。

## 出演作品

### ドラマ
- 発掘！歴史に秘められた恋物語（2016年、BSフジ）
- 嵐の涙〜私たちに明日はある〜（2016年、東海テレビ制作・フジテレビ系列）
- ダメな私に恋してください（2016年、TBS）
- 重版出来（2016年、TBS）

### 舞台
- 江古田ガールズ「大勝利！」（2013年、シアター風姿花伝）
- ATラボ「夜まわり隊」（2014年、高田馬場ラビネスト）
- Ank「ヘナレイデー」（2014年、王子小劇場）
- 天丼「バラとスッポンへようこそ」（2015年、吉祥寺櫂スタジオ）
- 漫激！手塚治虫「第一巻」（2015年、シアターグリーン）